# Lista de singles número um na Adult Contemporary em 2011

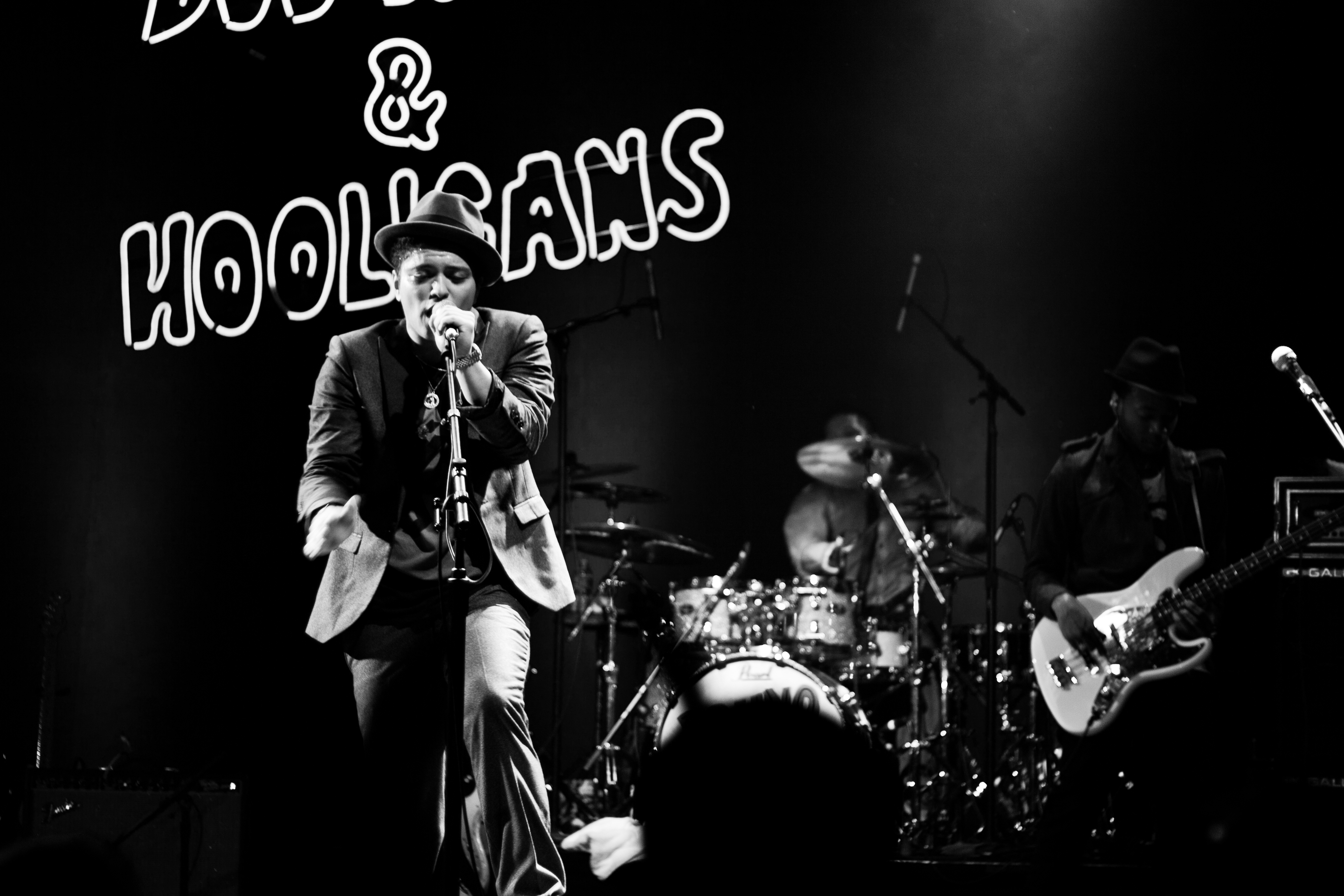
"Just the Way You Are" quebrou o recorde de permanência no topo para um single de estreia de um artista, rendendo ao intérprete Bruno Mars o maior tempo de permanência no topo em 2011, e ainda o sexto tempo mais longo na dominância da tabela.

A seguir se apresenta a lista dos singles que alcançaram o número um da Adult Contemporary em 2011. A Adult Contemporary é uma tabela musical que classifica as canções mais populares do género musical adult contemporary. Publicada semanalmente pela revista norte-americana Billboard, os seus dados são baseados na popularidade de canções em estações de rádio adult contemporary seleccionadas ao longo do país. Em 2011, sete canções atingiram o número um da tabela pela primeira vez. No entanto, embora tenha liderado por duas semanas, "Oh Santa!", de Mariah Carey, iniciou a sua corrida no topo no ano anterior e foi, portanto, excluído. "Hey, Soul Sister" da banda Train passou pelo mesmo tratamento, embora tenha liderado a tabela em 2011 por três semanas, totalizando 22 semanas no topo, o sexto tempo de permanência mais longo no topo.
Quatro artistas conseguiram alcançar o número um da Adult Contemporary pela primeira vez. Eles são: Adele, The Band Perry, Bruno Mars, e Katy Perry. O single que por mais tempo permaneceu no topo foi "Just the Way You Are" de Mars, com vinte semanas não-consecutivas, estabelecendo o recorde do tempo de permanência mais longa no topo para uma canção de estreia de uma artista, quebrando o recorde de dezanove semanas partilhado por "Bubbly" de Colbie Caillat e "Bad Day" de Daniel Powter. A corrida no topo de "Just the Way You Are" foi interrompida por uma semana por "Firework" de Perry, até ter sido novamente interrompida de vez por "Rolling in the Deep" por Adele, que por sua vez ocupou por dezanove semanas consecutivas. As três canções também alcançaram o primeiro posto da tabela oficial de singles dos EUA, todavia, apenas alcançaram o topo da Adult Contemporary vários meses após liderarem a tabela oficial de singles, reflectindo uma tendência de canções fazerem o crossover para o formato de rádio adult contemporary mais lento após atingirem o seu sucesso pop. Além de "Rolling in the Deep", Adele conseguiu posicionar também "Someone like You" no topo, sendo a única artista a posicionar mais de uma canção no topo e empatando com Mars como os artistas que por mais tempo lideraram a tabela no ano, com vinte semanas.
Tendo iniciado com uma canção de Natal de Carey no número um, 2011 também encerrou com uma versão cover de "All I Want for Christmas Is You" por Michael Bublé, gravada originalmente por Carey em 1994. A canção faz parte de uma tendência antiga de canções com temática natalina liderarem a Adult Contemporary nos fins-do-ano, reflectindo o facto de que estações de rádio adult contemporary exclusivamente tocam canções festivas ao longo de Dezembro. "All I Want for Christmas Is You" e "If I Die Young" de The Band Perry foram as únicas canções que não conseguiram também liderar a tabela oficial de singles norte-americana.

## Histórico

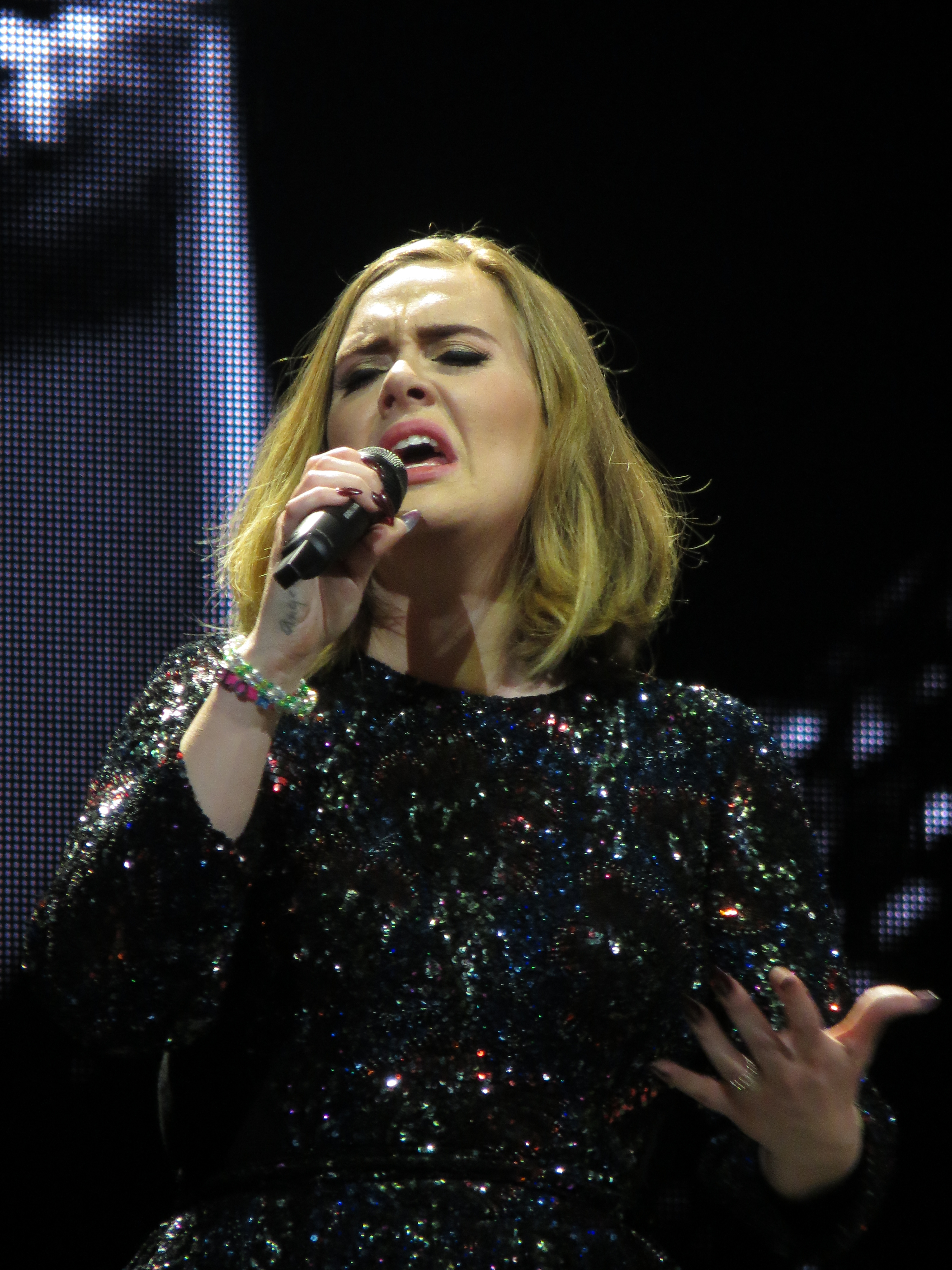
A cantora britânica Adele foi a única artista a posicionar mais de uma canção no topo e ainda empatou como a que por mais tempo liderou a tabela em 2011.

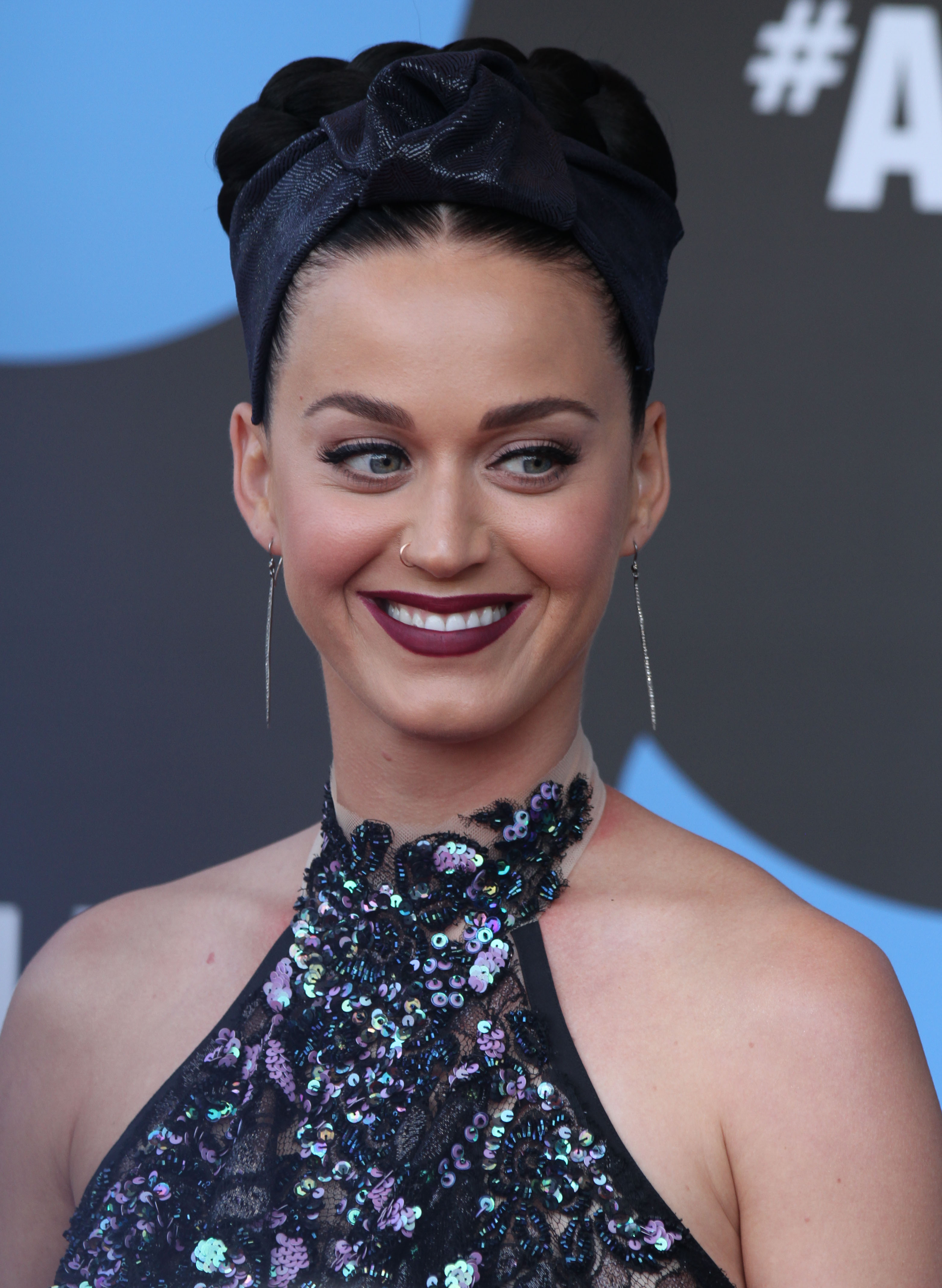
"Firework", da cantora Katy Perry, conseguiu ocupar o número um da Adult Contemporary por uma semana.

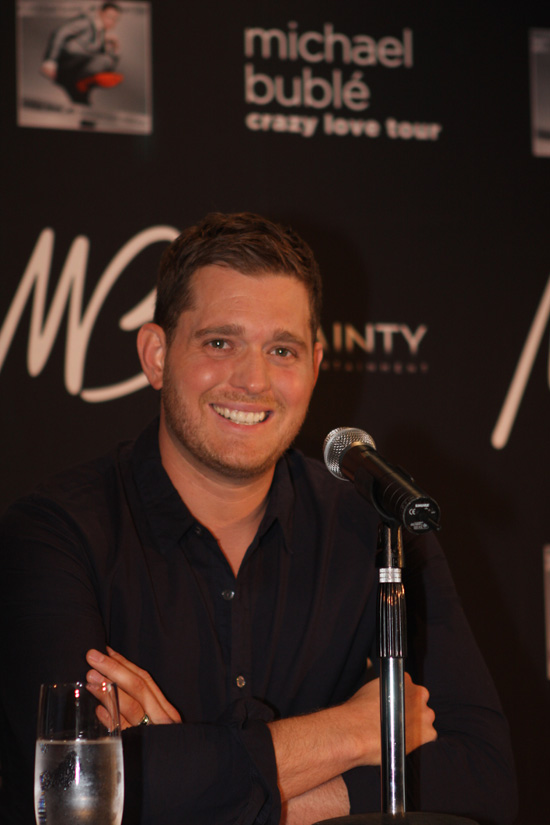
Michael Bublé foi o último artista a conseguir posicionar uma canção no primeiro posto da tabela, com a sua versão do single natalino "All I Want for Christmas Is You".

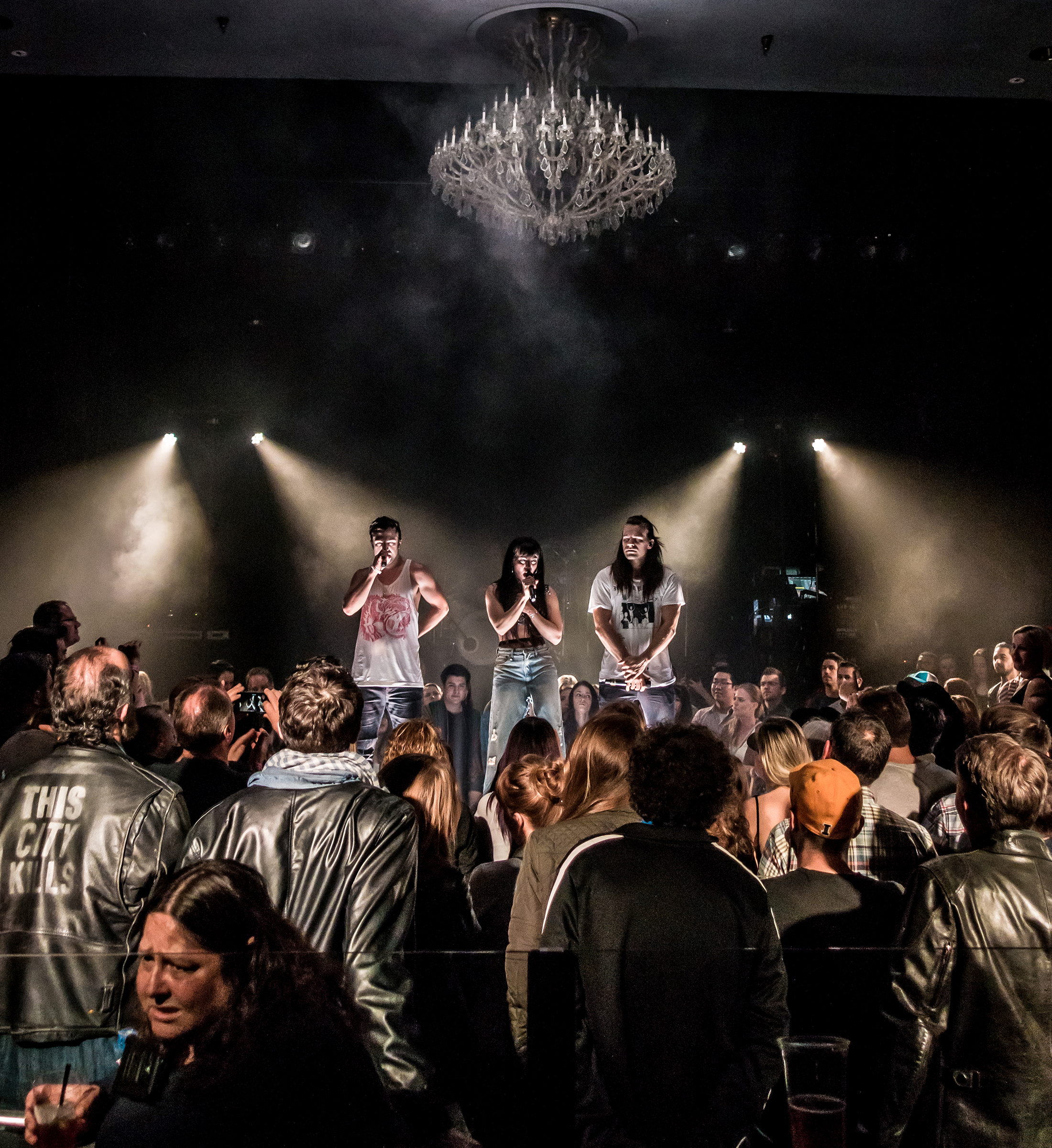
"If I Die Young", de The Band Perry, foi uma de duas canções que não conseguiram também liderar a tabela oficial de singles norte-americana.

| Data            | Canção                            | Artista        | Ref.   |
| --------------- | --------------------------------- | -------------- | ------ |
| 1 de Janeiro    | "Oh Santa!"                       | Mariah Carey   | [ 2 ]  |
| 8 de Janeiro    | "Oh Santa!"                       | Mariah Carey   | [ 3 ]  |
| 15 de Janeiro   | "Hey, Soul Sister"                | Train          | [ 4 ]  |
| 22 de Janeiro   | "Hey, Soul Sister"                | Train          | [ 5 ]  |
| 29 de Janeiro   | "Hey, Soul Sister"                | Train          | [ 6 ]  |
| 5 de Fevereiro  | "Just the Way You Are"            | Bruno Mars     | [ 7 ]  |
| 12 de Fevereiro | "Just the Way You Are"            | Bruno Mars     | [ 8 ]  |
| 19 de Fevereiro | "Just the Way You Are"            | Bruno Mars     | [ 9 ]  |
| 26 de Fevereiro | "Just the Way You Are"            | Bruno Mars     | [ 10 ] |
| 5 de Março      | "Just the Way You Are"            | Bruno Mars     | [ 11 ] |
| 12 de Março     | "Just the Way You Are"            | Bruno Mars     | [ 12 ] |
| 19 de Março     | "Just the Way You Are"            | Bruno Mars     | [ 13 ] |
| 26 de Março     | "Just the Way You Are"            | Bruno Mars     | [ 14 ] |
| 2 de Abril      | "Just the Way You Are"            | Bruno Mars     | [ 15 ] |
| 9 de Abril      | "Just the Way You Are"            | Bruno Mars     | [ 16 ] |
| 16 de Abril     | "Just the Way You Are"            | Bruno Mars     | [ 17 ] |
| 23 de Abril     | "Just the Way You Are"            | Bruno Mars     | [ 18 ] |
| 30 de Abril     | "Just the Way You Are"            | Bruno Mars     | [ 19 ] |
| 7 de Maio       | "Just the Way You Are"            | Bruno Mars     | [ 20 ] |
| 14 de Maio      | "Just the Way You Are"            | Bruno Mars     | [ 21 ] |
| 21 de Maio      | "Just the Way You Are"            | Bruno Mars     | [ 22 ] |
| 28 de Maio      | "Firework"                        | Katy Perry     | [ 23 ] |
| 4 de Junho      | "Just the Way You Are"            | Bruno Mars     | [ 24 ] |
| 11 de Junho     | "Just the Way You Are"            | Bruno Mars     | [ 25 ] |
| 18 de Junho     | "Just the Way You Are"            | Bruno Mars     | [ 26 ] |
| 25 de Junho     | "Just the Way You Are"            | Bruno Mars     | [ 27 ] |
| 2 de Julho      | "Rolling in the Deep"             | Adele          | [ 28 ] |
| 9 de Julho      | "Rolling in the Deep"             | Adele          | [ 29 ] |
| 16 de Julho     | "Rolling in the Deep"             | Adele          | [ 30 ] |
| 23 de Julho     | "Rolling in the Deep"             | Adele          | [ 31 ] |
| 30 de Julho     | "Rolling in the Deep"             | Adele          | [ 32 ] |
| 6 de Agosto     | "Rolling in the Deep"             | Adele          | [ 33 ] |
| 13 de Agosto    | "Rolling in the Deep"             | Adele          | [ 34 ] |
| 20 de Agosto    | "Rolling in the Deep"             | Adele          | [ 35 ] |
| 27 de Agosto    | "Rolling in the Deep"             | Adele          | [ 36 ] |
| 3 de Setembro   | "Rolling in the Deep"             | Adele          | [ 37 ] |
| 10 de Setembro  | "Rolling in the Deep"             | Adele          | [ 38 ] |
| 17 de Setembro  | "Rolling in the Deep"             | Adele          | [ 39 ] |
| 24 de Setembro  | "Rolling in the Deep"             | Adele          | [ 40 ] |
| 1 de Outubro    | "Rolling in the Deep"             | Adele          | [ 41 ] |
| 8 de Outubro    | "Rolling in the Deep"             | Adele          | [ 42 ] |
| 15 de Outubro   | "Rolling in the Deep"             | Adele          | [ 43 ] |
| 22 de Outubro   | "Rolling in the Deep"             | Adele          | [ 44 ] |
| 29 de Outubro   | "Rolling in the Deep"             | Adele          | [ 45 ] |
| 5 de Novembro   | "Rolling in the Deep"             | Adele          | [ 46 ] |
| 12 de Novembro  | "If I Die Young"                  | The Band Perry | [ 47 ] |
| 19 de Novembro  | "If I Die Young"                  | The Band Perry | [ 48 ] |
| 26 de Novembro  | "If I Die Young"                  | The Band Perry | [ 49 ] |
| 3 de Dezembro   | "Someone Like You"                | Adele          | [ 50 ] |
| 10 de Dezembro  | "All I Want for Christmas Is You" | Michael Bublé  | [ 51 ] |
| 17 de Dezembro  | "All I Want for Christmas Is You" | Michael Bublé  | [ 52 ] |
| 24 de Dezembro  | "All I Want for Christmas Is You" | Michael Bublé  | [ 53 ] |
| 31 de Dezembro  | "All I Want for Christmas Is You" | Michael Bublé  | [ 54 ] |